# Captains Mountain
Captains Mountain är ett berg i Australien. Det ligger i regionen Toowoomba och delstaten Queensland, omkring 190 kilometer väster om delstatshuvudstaden Brisbane. Toppen på Captains Mountain är 598 meter över havet, eller 6 meter över den omgivande terrängen. Bredden vid basen är 0,16 km.
Trakten runt Captains Mountain är nära nog obefolkad, med mindre än två invånare per kvadratkilometer.. Närmaste större samhälle är Turallin, omkring 11 kilometer nordost om Captains Mountain.
I omgivningarna runt Captains Mountain växer huvudsakligen savannskog. Genomsnittlig årsnederbörd är 840 millimeter. Den regnigaste månaden är januari, med i genomsnitt 170 mm nederbörd, och den torraste är april, med 24 mm nederbörd.